# اندری درکچ (بازیکن فوتبال)
اندری درکچ (اوکراینی: Андрій Володимирович Деркач؛ زادهٔ ۲۸ مهٔ ۱۹۸۵) بازیکن فوتبال اهل اوکراین است.
از باشگاه‌هایی که در آن بازی کرده‌است می‌توان به باشگاه فوتبال اوورلا اوژهورود و باشگاه فوتبال قزل‌قوم زرافشان اشاره کرد.
وی همچنین در تیم ملی فوتبال زیر ۲۱ سال اوکراین بازی کرده‌است.